# Disulfuro de titanio
El disulfuro de titanio es un compuesto inorgánico de fórmula TiS2. Es un sólido de color amarillo dorado y alta conductividad eléctrica,que pertenece a un grupo de compuestos denominados dicalcogenuros de metales de transición, cuya estequiometría es ME2. El TiS2 se ha empleado como material catódico en baterías recargables.

## Estructura
Con una estructura en capas, el TiS2 adopta una estructura hexagonal cerrada (hcp, por sus siglas en inglés), análoga a la del yoduro de cadmio (CdI2). En este motivo, la mitad de los huecos octaédricos están llenos de un "catión", en este caso Ti4+.Cada centro de Ti está rodeado por seis ligandos de sulfuro en una estructura octaédrica. Cada sulfuro está conectado a tres centros de Ti, siendo la geometría en S piramidal. Varios dicalcogenuros metálicos adoptan estructuras similares, pero algunos, como el MoS2, no lo hacen. Las capas individuales de TiS2 están unidas entre sí por fuerzas de van der Waals, que son fuerzas intermoleculares relativamente débiles. Cristaliza en el grupo espacial P3m1. La longitud de los enlaces Ti-S es de 2,423 Å.

La intercalación de Li en el cátodo TiS2. El proceso implica la "hinchazón" de un eje del cristal y la transferencia de carga de Li a Ti.

### Intercalación
Para más información: Intercalación
La propiedad más útil y más estudiada del TiS2 es su capacidad de sufrir intercalación al ser tratado con elementos electropositivos. El proceso es una reacción redox, ilustrada en el caso del litio:
TiS2  +  Li  →   LiTiS2
LiTiS2 se describe generalmente como Li+[TiS2−]. Durante la intercalación y la desintercalación, se produce una serie de estequiometrias con la fórmula general LixTiS2 (x < 1). Durante la intercalación, la separación entre capas se amplía (la red se "hincha") y aumenta la conductividad eléctrica del material. La intercalación se ve facilitada por la debilidad de las fuerzas entre capas, así como por la susceptibilidad de los centros de Ti(IV) a la reducción. La intercalación puede llevarse a cabo combinando una suspensión del material de disulfuro y una solución del metal alcalino en amoníaco anhidro. Alternativamente, el TiS2 sólido reacciona con el metal alcalino al calentarse.
El modelo de banda rígida (RBM, por sus siglas en inglés), que supone que la estructura de banda electrónica no cambia con la intercalación, describe los cambios en las propiedades electrónicas tras la intercalación.
La desintercalación es lo contrario de la intercalación; los cationes salen de entre las capas. Este proceso está asociado a la recarga de una batería de Li/TiS2. La intercalación y la desintercalación pueden controlarse mediante voltamperometría cíclica. La microestructura del disulfuro de titanio afecta en gran medida a la cinética de intercalación y desintercalación. Los nanotubos de disulfuro de titanio tienen una mayor capacidad de captación y descarga que la estructura policristalina. Se postula que la mayor superficie de los nanotubos proporciona más sitios de unión para los iones del ánodo que la estructura policristalina.

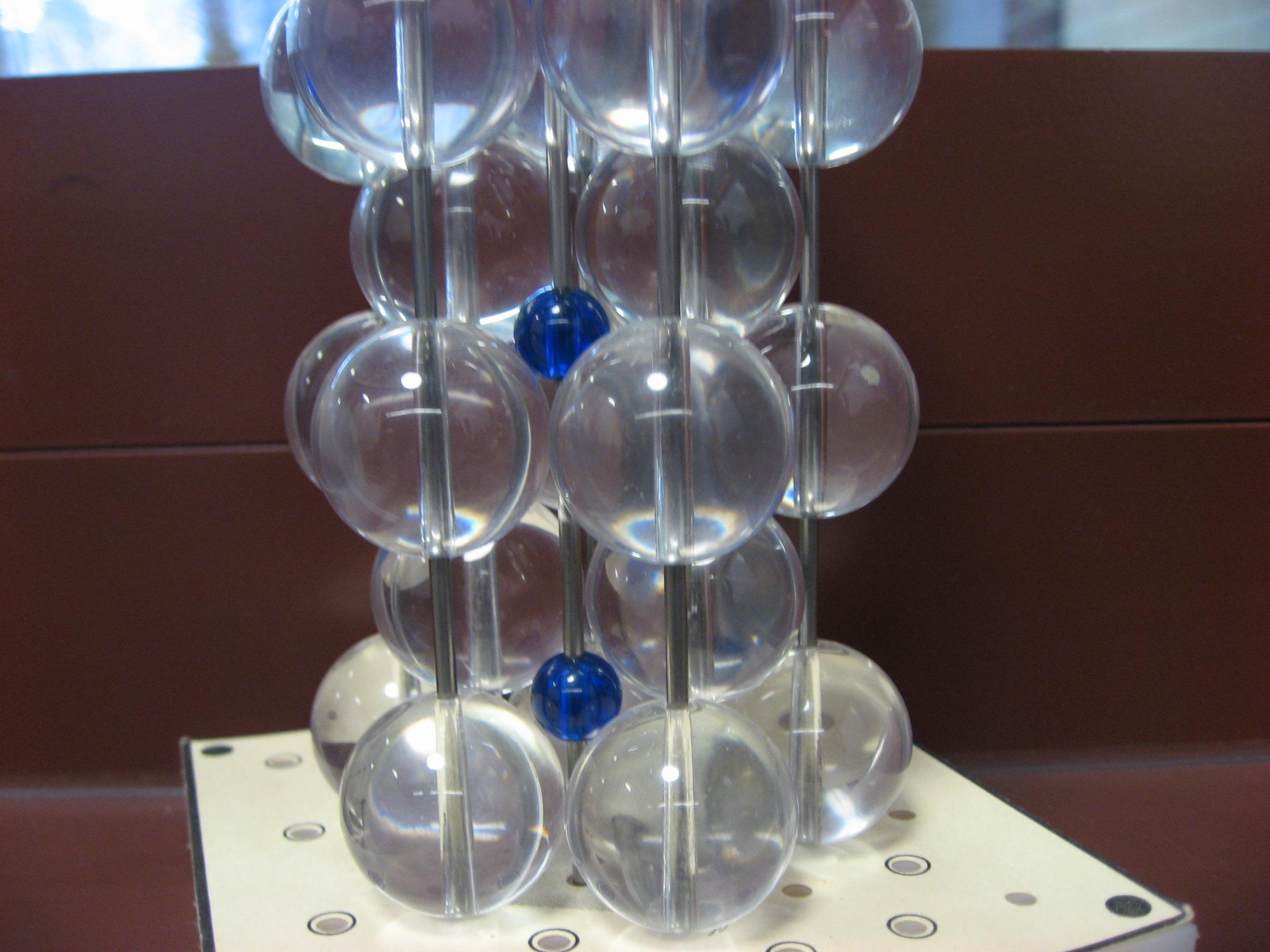
Estructura hexagonal compacta de disulfuro de titanio en la que las esferas azules representan cationes de titanio y las claras aniones de sulfuro.

## Propiedades del material
Formalmente contiene el ion d0 Ti4+ y el dianión de cáscara cerrada S2-, el TiS2 es esencialmente diamagnético. Su susceptibilidad magnética es de 9 x 10-6 emu/mol, siendo este valor sensible a la estequiometría. El disulfuro de titanio es un semimetal, lo que significa que existe un pequeño solapamiento entre la banda de conducción y la banda de valencia.

### Propiedades a alta presión
Las propiedades del polvo de disulfuro de titanio se han estudiado mediante difracción de rayos X (DRX) de sincrotrón a alta presión a temperatura ambiente. A presión ambiente, el TiS2 se comporta como semiconductor, mientras que a altas presiones de 8 GPa el material se comporta como semimetal. A 15 GPa, las propiedades de transporte cambian. No hay cambios significativos en la densidad de estados en el nivel de Fermi hasta 20 GPa y el cambio de fase no se produce hasta 20,7 GPa. Se observó un cambio en la estructura del TiS2 a una presión de 26,3 GPa, aunque no se ha determinado la nueva estructura de la fase de alta presión.
La celda unitaria del disulfuro de titanio es de 3,407 por 5,695 angstroms. El tamaño de la celda unitaria disminuyó a 17,8 GPa. La disminución del tamaño de la celda unitaria fue mayor que la observada en MoS2 y WS2, lo que indica que el disulfuro de titanio es más blando y compresible. El comportamiento a la compresión del disulfuro de titanio es anisótropo. El eje paralelo a las capas S-Ti-S (eje c) es más compresible que el eje perpendicular a las capas S-Ti-S (eje a) debido a las débiles fuerzas de van der waals que mantienen unidos los átomos de S y Ti. A 17,8 GPa, el eje c se comprime un 9,5% y el eje a un 4%. La velocidad longitudinal del sonido es de 5284 m/s en el plano paralelo a las capas S-Ti-S. La velocidad longitudinal del sonido perpendicular a las capas es de 4383 m/s.

## Síntesis
El disulfuro de titanio se prepara por la reacción de los elementos a alrededor de 500 °C.
Ti + 2 S → TiS2
Puede sintetizarse más fácilmente a partir del tetracloruro de titanio, pero este producto suele ser menos puro que el obtenido a partir de los elementos.
TiCl4  +  2 H2S   →   TiS2  +  4 HCl
Esta ruta se ha aplicado a la formación de películas de TiS2 por deposición química de vapor. Pueden emplearse tioles y disulfuros orgánicos en lugar de sulfuro de hidrógeno.
Se conoce una variedad de otros sulfuros de titanio.
2 TiS2   →   Ti2S3  +  S

### Propiedades químicas del TiS2
Las muestras de TiS2 son inestables en el aire. Al calentarse, el sólido se oxida y se convierte en dióxido de titanio:
TiS2  +  O2   →   TiO2  +  2 S
El TiS2 también es sensible al agua:
TiS2  +  2H2O   →   TiO2  +  2 H2S
Al calentarse, el TiS2 libera azufre, formando el derivado titanio(III):
2 TiS2   →   Ti2S3  +  S

### Síntesis sol-gel
Se han preparado láminas delgadas de TiS2 mediante el proceso sol-gel a partir de isopropóxido de titanio (Ti(OPri)4) seguido de un recubrimiento por centrifugación. Este método permite obtener material amorfo que cristaliza a altas temperaturas en TiS2 hexagonal, con orientaciones de cristalización en las direcciones [001], [100] y [001]. Debido a su elevada superficie, estas películas resultan atractivas para aplicaciones en baterías.

### Morfologías inusuales de TiS2
Morfologías más especializadas - nanotubos, nanoclusters, filamentos, nanodiscos, películas finas, fullerenos - se preparan combinando reactivos estándar, a menudo TiCl4, de formas poco habituales. Por ejemplo, se obtuvieron morfologías en forma de flor tratando una solución de azufre en 1-octadeceno con tetracloruro de titanio.

### Materiales similares a los fullerenos
Se ha preparado una forma de TiS2 con una estructura similar a la de los fullerenos utilizando el método TiCl4/H2S. Las estructuras esféricas resultantes tienen diámetros de entre 30 y 80 nm. Debido a su forma esférica, estos fullerenos presentan un coeficiente de fricción y un desgaste reducidos, lo que puede resultar útil en diversas aplicaciones.

### Nanotubos
Los nanotubos de TiS2 pueden sintetizarse utilizando una variación de la ruta TiCl4/H2S. Según la microscopía electrónica de transmisión (MET), estos tubos tienen un diámetro exterior de 20 nm y un diámetro interior de 10 nm. La longitud media de los nanotubos era de 2-5 µm y se comprobó que eran huecos. Los nanotubos de TiS2 con puntas abiertas almacenan hasta un 2,5% en peso de hidrógeno a 25 °C y 4 MPa de presión de hidrógeno gaseoso. Las velocidades de absorción y desorción son rápidas, lo que resulta atractivo para el almacenamiento de hidrógeno. Se postula que los átomos de hidrógeno se unen al azufre.

### Nanoclusters y nanodiscos
Los nanoclusters o puntos cuánticos de TiS2 tienen propiedades electrónicas y químicas distintivas debidas al confinamiento cuántico y a una relación superficie/volumen muy grande. Los nanoclusters pueden sintetizarse utilizando micelas. Los nanoclusters se preparan a partir de una solución de TiCl4 en yoduro de tridodecilmetilamonio (TDAI), que sirve como estructura de micela inversa y siembra el crecimiento de los nanoclusters en la misma reacción general que los nanotubos. La nucleación sólo se produce dentro de la jaula de micelas debido a la insolubilidad de las especies cargadas en el medio continuo, que suele ser un aceite inerte de baja constante dieléctrica. Al igual que el material a granel, la forma nanocluster del TiS2 es una estructura hexagonal en capas. El confinamiento cuántico crea estados electrónicos bien separados y aumenta la brecha de banda más de 1 eV en comparación con el material a granel. Una comparación espectroscópica muestra un gran desplazamiento azul de los puntos cuánticos de 0,85 eV.
Los nanodiscos de TiS2 se obtienen tratando TiCl4 con azufre en oleilamina.

## Aplicaciones

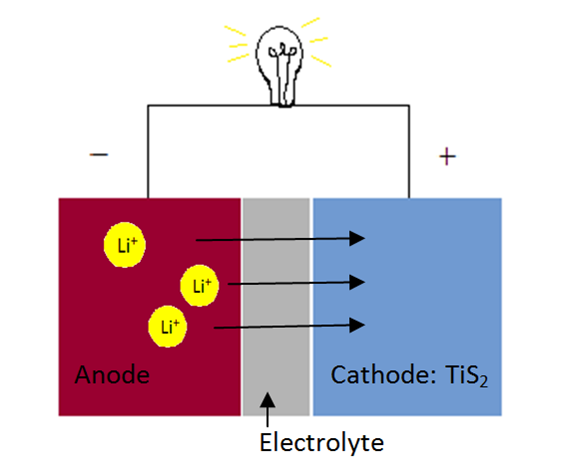
Una batería que utiliza disulfuro de titanio como cátodo. Los iones de litio intercalan y desintercalan el cátodo de disulfuro de titanio estratificado a medida que la pila se carga y descarga.

La promesa del disulfuro de titanio como material catódico en baterías recargables fue descrita en 1973 por M. Stanley Whittingham. Los dicalcogenuros de los grupos IV y V llamaron la atención por sus elevadas conductividades eléctricas. La batería descrita originalmente utilizaba un ánodo de litio y un cátodo de disulfuro de titanio. Esta batería tenía una alta densidad energética y la difusión de iones de litio en el cátodo de disulfuro de titanio era reversible, lo que hacía que la batería fuera recargable. Se eligió el disulfuro de titanio porque es el calcogenuro más ligero y barato. El disulfuro de titanio también tiene la velocidad más rápida de difusión de iones de litio en la red cristalina. El principal problema era la degradación del cátodo tras múltiples reciclados. Este proceso de intercalación reversible permite que la batería sea recargable. Además, el disulfuro de titanio es el más ligero y el más barato de todos los dicalcogenuros estratificados de los grupos IV y V. En la década de 1990, el disulfuro de titanio fue sustituido por otros materiales catódicos (óxidos de manganeso y cobalto) en la mayoría de las pilas recargables.
El uso de cátodos de TiS2 sigue siendo interesante en baterías de litio de estado sólido, por ejemplo, para vehículos eléctricos híbridos y vehículos eléctricos enchufables.
A diferencia de las baterías de estado sólido, la mayoría de las baterías de litio emplean electrolitos líquidos, que plantean problemas de seguridad debido a su inflamabilidad. Se han propuesto muchos electrolitos sólidos diferentes para sustituir a estos peligrosos electrolitos líquidos. En la mayoría de las baterías de estado sólido, la elevada resistencia interfacial reduce la reversibilidad del proceso de intercalación, lo que acorta el ciclo de vida. Estos efectos interfaciales indeseables son menos problemáticos en el caso del TiS2. Una batería de litio totalmente de estado sólido mostró una densidad de potencia de 1.000 W/kg a lo largo de 50 ciclos, con una densidad de potencia máxima de 1.500 W/kg. Además, la capacidad media de la batería disminuyó menos de un 10% en 50 ciclos. Aunque el disulfuro de titanio tiene una alta conductividad eléctrica, una alta densidad de energía y una alta potencia, su tensión de descarga es relativamente baja en comparación con otras baterías de litio en las que los cátodos tienen potenciales de reducción más altos.

## Otras lecturas
- Titanium disulfide: the prototype cathode material
- Tao, Y.; Wu, X.; Zhang, Y.; Dong, L.; Zhu, J.; Hu, Z. (2008). «Surface-assisted synthesis of microscale hexagonal plates and flower-like patterns of single-crystalline titanium disulfide and their field-emission properties». Crystal Growth & Design 8 (8): 2990-2994. doi:10.1021/cg800113n.
- Zhang, Y.; Li, Z.; Jia, H.; Luo, X.; Xu, J.; Zhang, X.; Yu, D.J. (2006). «TiS2 whisker growth by a simple chemical-vapor deposition method». Journal of Crystal Growth 293 (1): 124-127. doi:10.1016/j.jcrysgro.2006.03.063.